# Jaime Hammer
Jamie Hammer es una modelo estadounidense de ascendencia italiana y también alemana.

## Biografía
Jaime Hammer asistió en la escuela Francis W. Parker en Chicago y se graduó en la Universidad Estatal de Arizona en el 1992 con una licenciatura en comunicaciones. Durante su último año en la universidad de Arizona, apareció en la portada de la revista Playboy de la edición primavera de 2004 Playboy's College Girls, que fue la primera de muchas ediciones especiales que Playboy incluiría a Jaime.
Ella se mudó a Los Ángeles, California para iniciar una carrera de modelaje y entretenimiento. Ella fue nombrada "Chica Playboy de la Semana" el 23 de mayo de 2005, y "Chica del Mes" en septiembre del mismo año. Además Jaime fue la Twistys Treat del mes en junio de 2006; la Danni Girl del mes en septiembre de 2007; y la Mascota del Mes de Penthouse en septiembre de 2007. Ella se mudó a Las Vegas, Nevada en junio de 2008. Ha aparecido en las series The O.C., Bones y Threshold.

## Filmografía
- On My Own: Brunette Edition - 2011[3]

- Who's Killing the Pets? - 2008[3]
- A Secret Revealed - 2007[3]
- The Perfect Match - 2007[3]
- Rachel's Angels - 2005[3]